# Марёй (Шаранта)
Марёй (фр. Mareuil) — коммуна во Франции, находится в регионе Пуату — Шаранта. Департамент — Шаранта. Входит в состав кантона Руйак. Округ коммуны — Коньяк.
Код INSEE коммуны — 16208.
Коммуна расположена приблизительно в 400 км к юго-западу от Парижа, в 100 км южнее Пуатье, в 28 км к северо-западу от Ангулема.

## Население
Население коммуны на 2008 год составляло 385 человек.
| 1962 | 1968 | 1975 | 1982 | 1990 | 1999 | 2008 |
| ---- | ---- | ---- | ---- | ---- | ---- | ---- |
| 342  | 319  | 333  | 298  | 360  | 351  | 385  |

## Администрация
| Период | Период | Фамилия     | Партия | Примечания  |
| ------ | ------ | ----------- | ------ | ----------- |
| 1995   | 2002   | Ален Сеген  |        |             |
| 2002   | 2014   | Клодин Роде |        | безработная |

## Экономика
В 2007 году среди 232 человек в трудоспособном возрасте (15—64 лет) 151 были экономически активными, 81 — неактивными (показатель активности — 65,1 %, в 1999 году было 70,4 %). Из 151 активных работали 145 человек (85 мужчин и 60 женщин), безработных было 6 (1 мужчина и 5 женщин). Среди 81 неактивных 13 человек были учениками или студентами, 35 — пенсионерами, 33 были неактивными по другим причинам.

## Фотогалерея

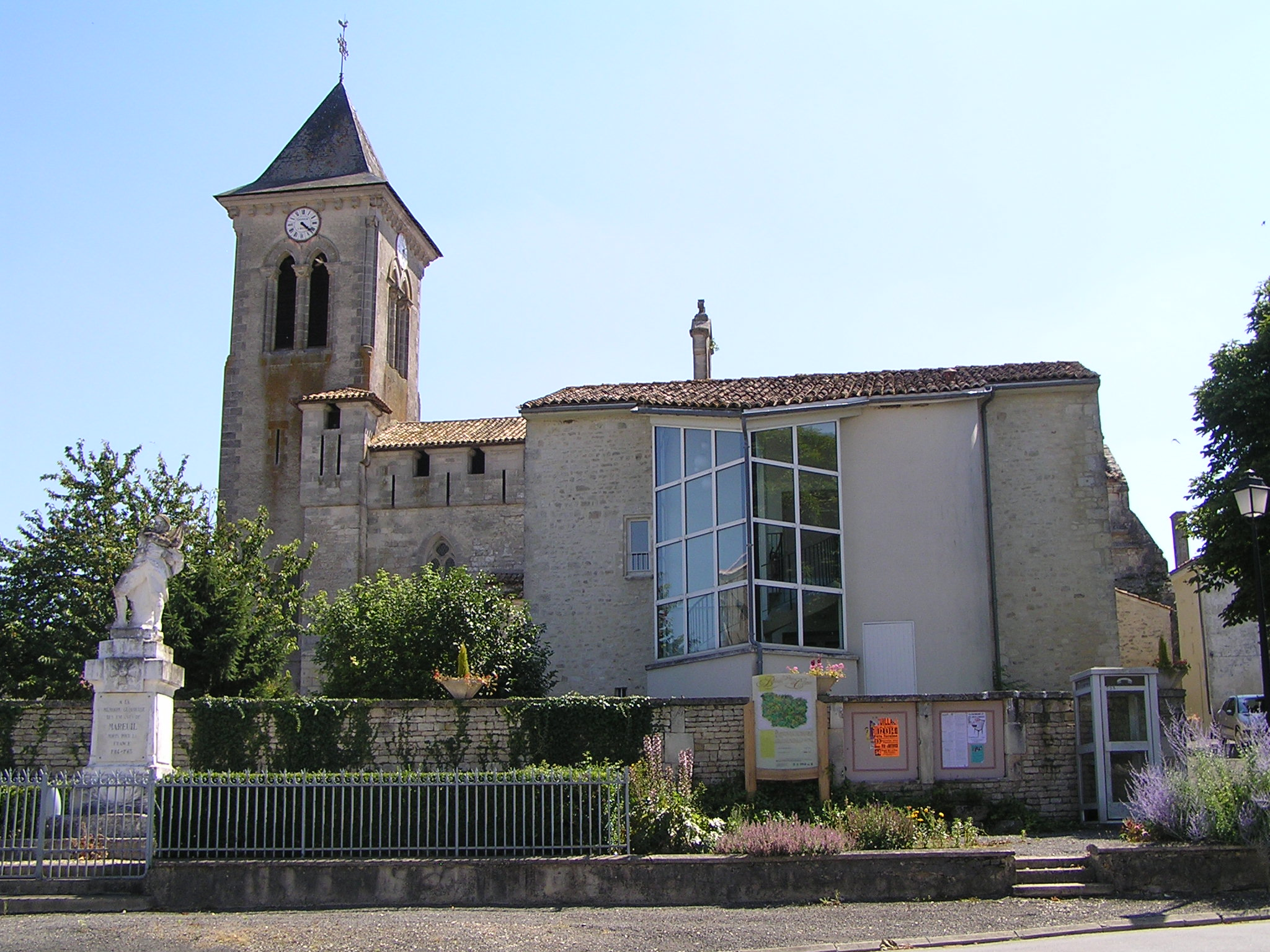
Церковь Нотр-Дам и военный мемориал
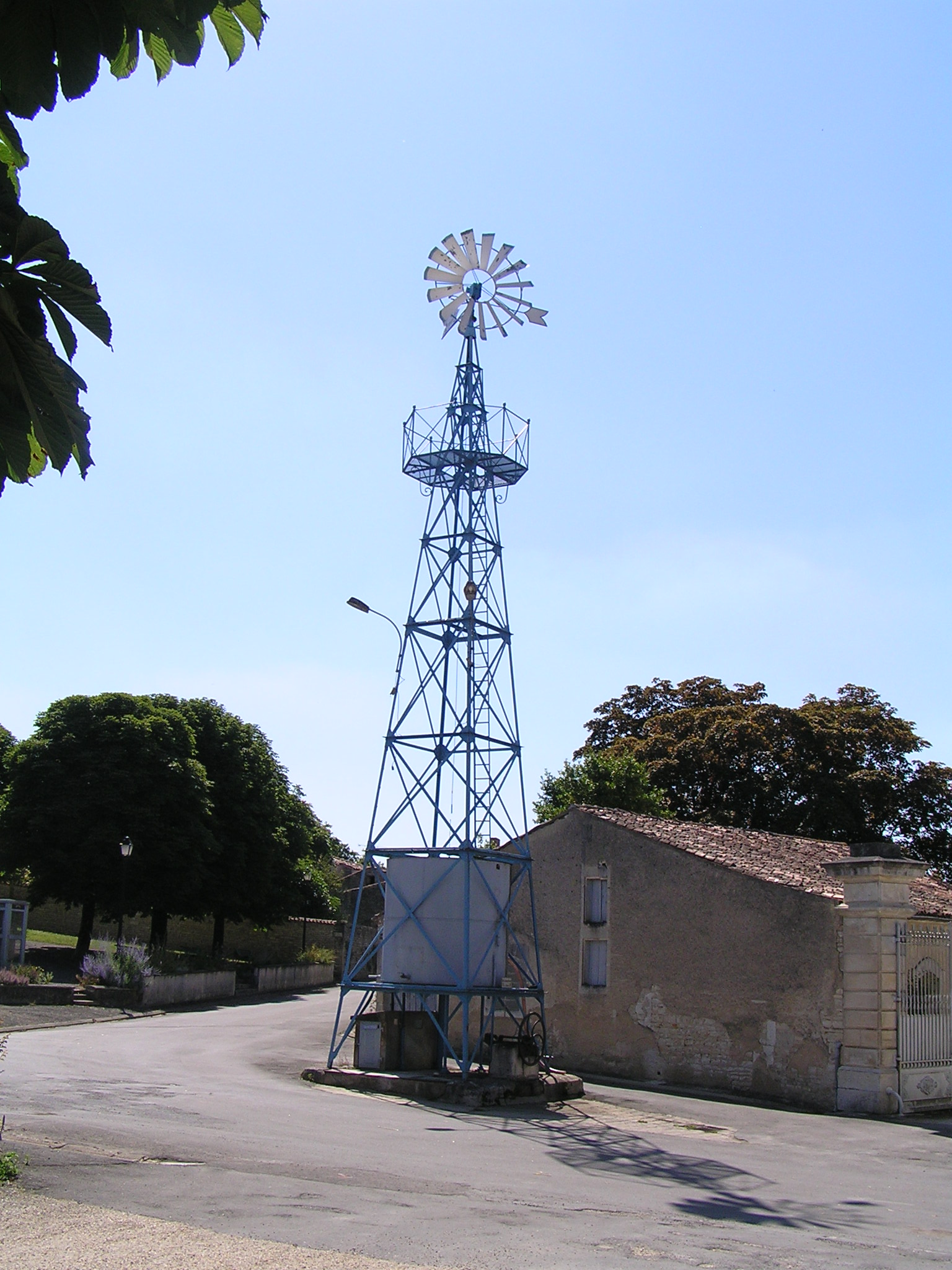
Ветроустановка
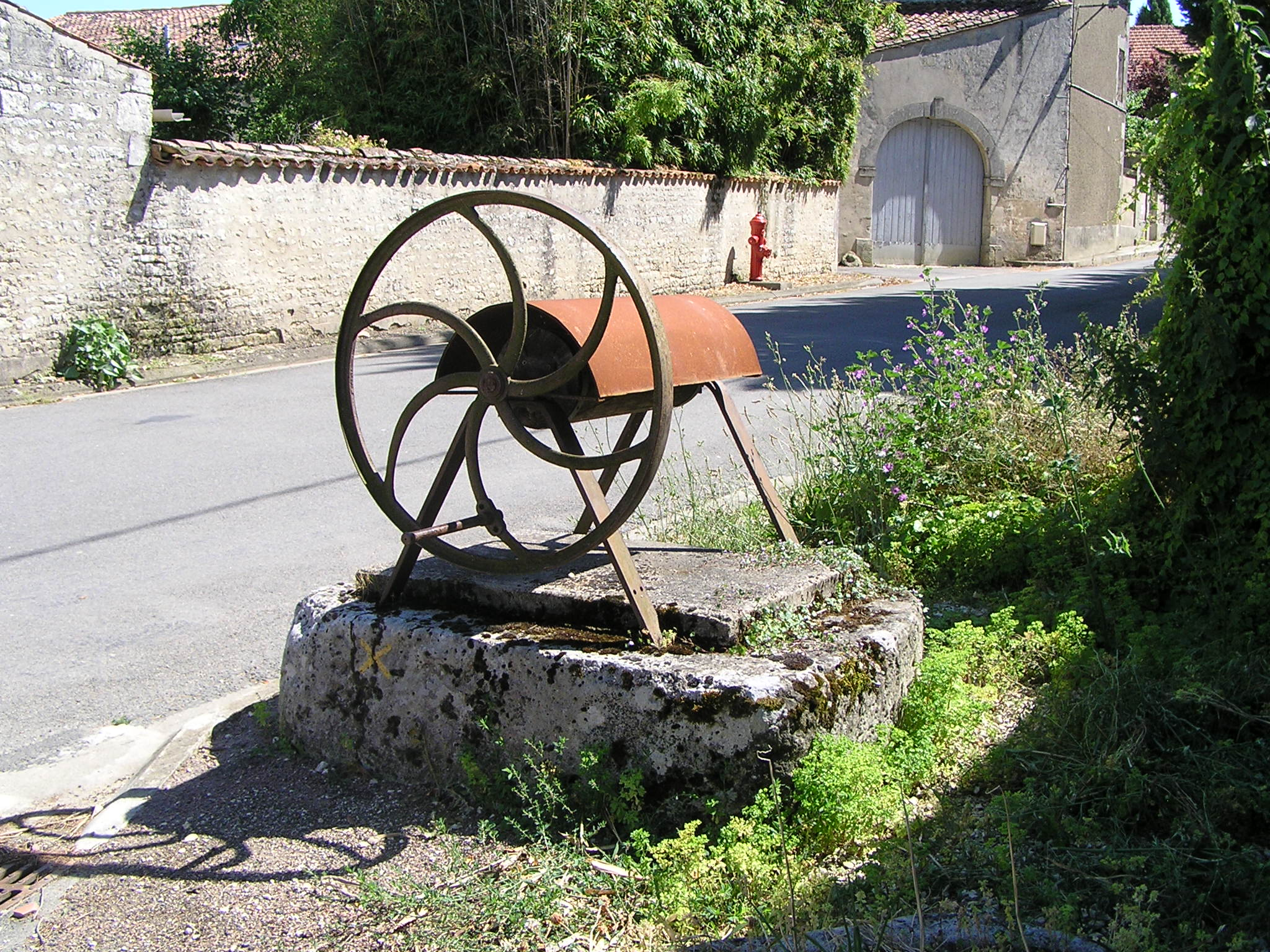
Колодец